# Havránek (rybník)
Rybník Havránek je rybníček o rozloze vodní plochy 0,28 ha nalézající se na bezejmenném potoce, přítoku říčky Kněžmostka asi 0,5 km západně od centra obce Soleček, místní části města Kněžmost v okrese Mladá Boleslav. 
Rybník je využíván pro chov ryb. U rybníka se nalézají další dva rybníky – Brodek a Lomenďák.

## Galerie

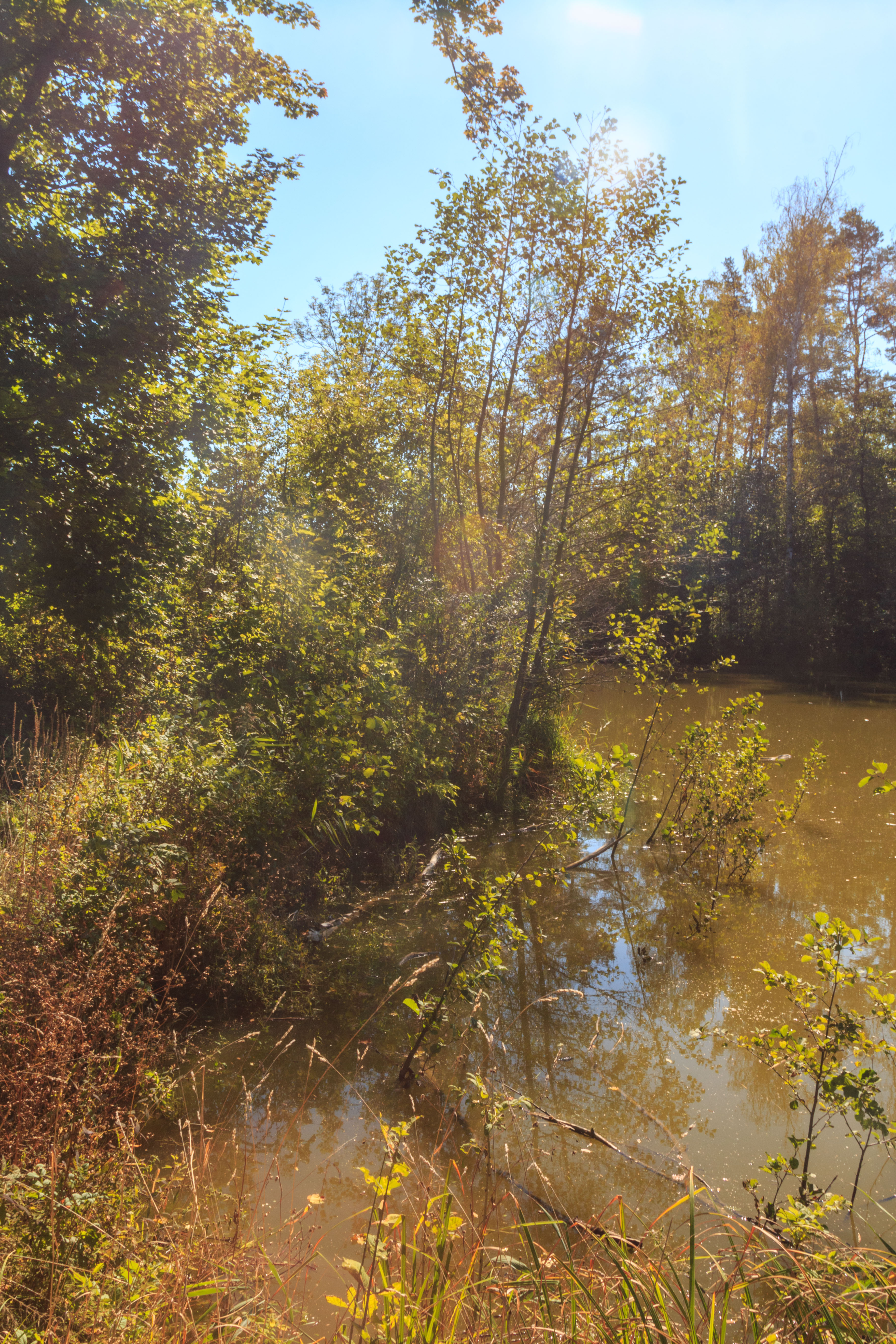
pohled na rybník Havránek
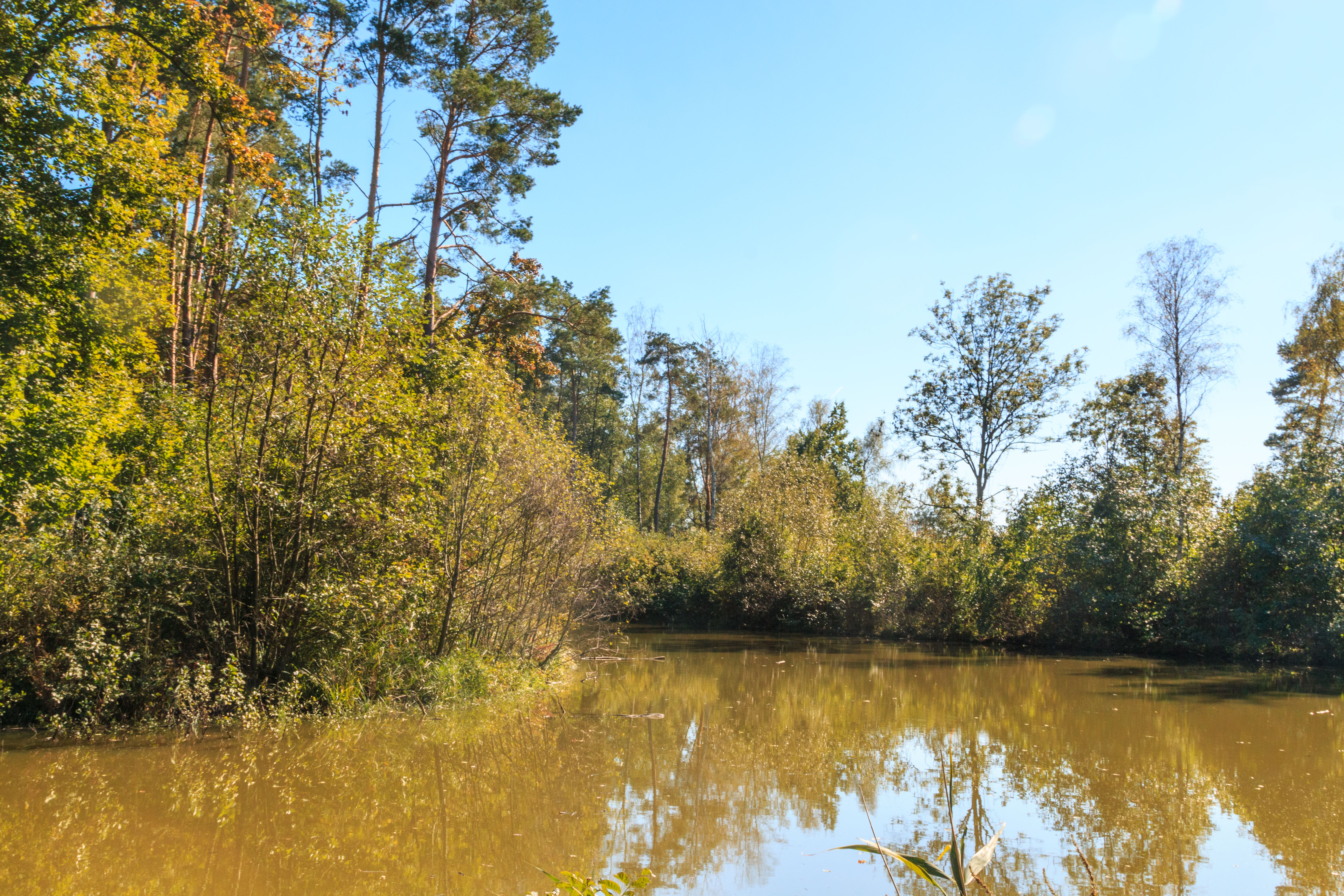
pohled na rybník Havránek
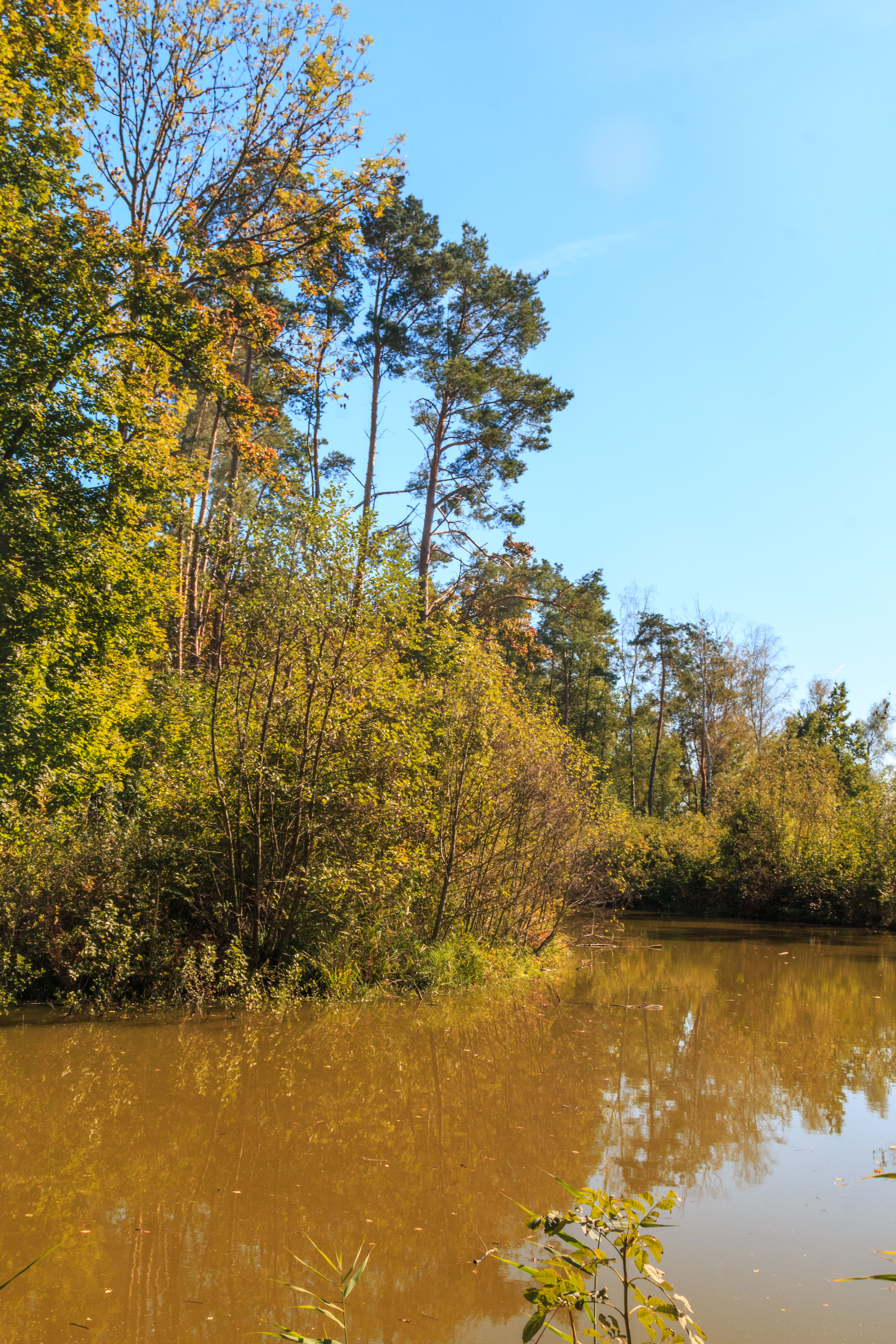
pohled na rybník Havránek
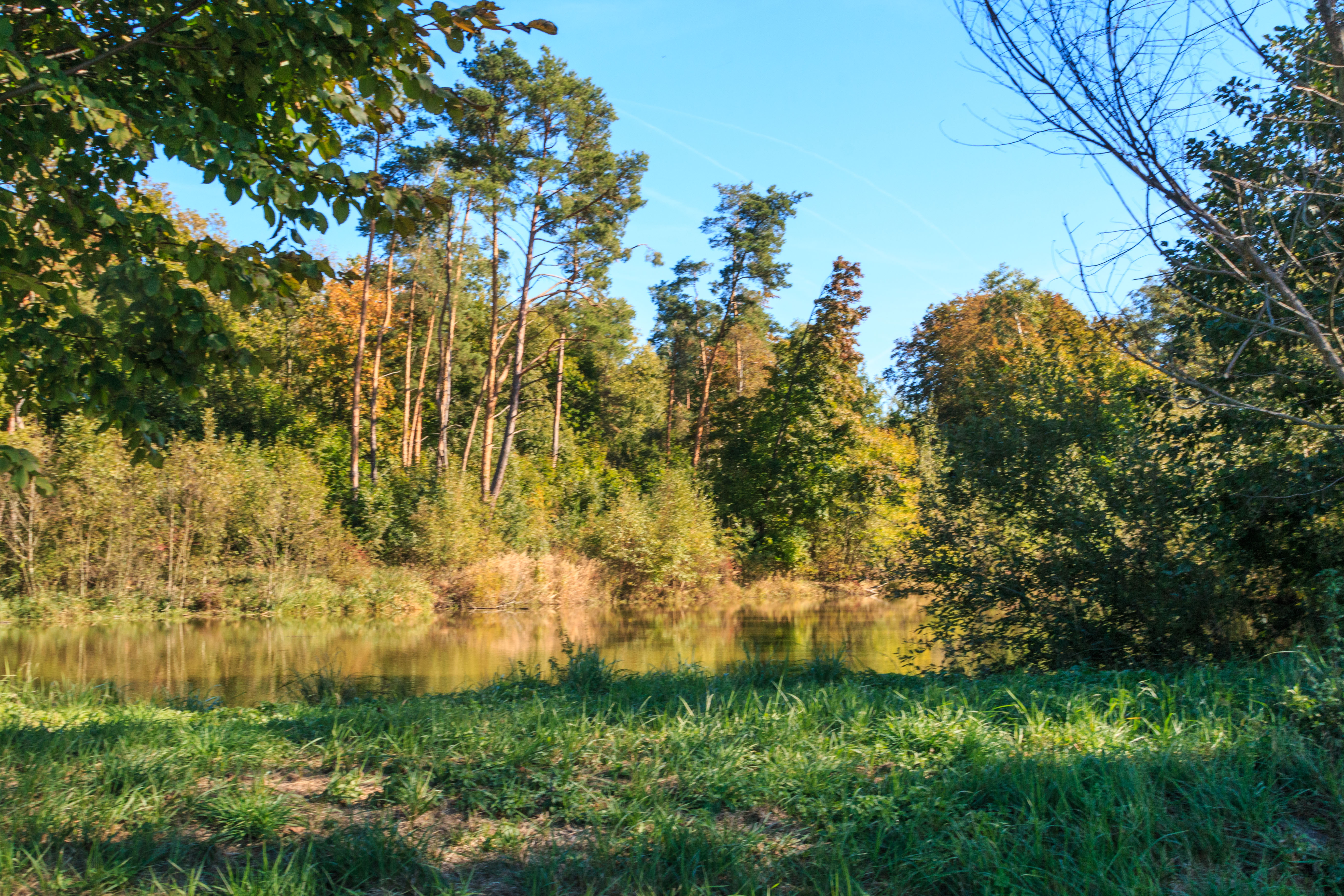
pohled na rybník Havránek